# جون تومسون (سياسي)
جون سبارو ديفيد تومسون (بالإنجليزية: John Sparrow David Thompson)‏ (و. 1845 – 1894 م) هو سياسي، ومحامي، من كندا، ولد في هاليفاكس، توفي في قصر وندسور، عن عمر يناهز 49 عاماً، بسبب نوبة قلبية.

## مناصب
تولى منصب رئيس وزراء كندا (5 ديسمبر 1892–12 ديسمبر 1894)، وعضو مجلس العموم الكندي (16 أكتوبر 1885–12 ديسمبر 1894)، ورئيس وزراء نوفا سكوتيا ‏ (25 مايو 1882–18 يوليو 1882)، وعضو مجلس نواب نوفا سكوتيا (4 ديسمبر 1877–27 يوليو 1882)، وعضو مجلس الشورى البريطاني.

## جوائز
حصل على جوائز منها:
- نيشان القديسان ميخائيل وجرجس من رتبة فارس قائد.

| المناصب السياسية      | المناصب السياسية                                        | المناصب السياسية           |
| --------------------- | ------------------------------------------------------- | -------------------------- |
| سبقه جون أبوت         | رئيس وزراء كندا (4) 5 ديسمبر 1892 - 12 ديسمبر 1894      | تبعه Mackenzie Bowell      |
| سبقه Angus McIsaac    | عضو مجلس العموم الكندي 16 أكتوبر 1885 - 12 ديسمبر 1894  | تبعه Colin Francis McIsaac |
| سبقه سيمون هيو هولمز  | رئيس وزراء نوفا سكوتيا 25 مايو 1882 - 18 يوليو 1882     | تبعه William Thomas Pipes  |
| سبقه John J. McKinnon | عضو مجلس نواب نوفا سكوتيا 4 ديسمبر 1877 - 27 يوليو 1882 | تبعه Charles B. Whidden    |

## روابط خارجية
- جون تومسون على موقع الموسوعة البريطانية (الإنجليزية)
- جون تومسون على موقع إن إن دي بي (الإنجليزية)